# Much Ado About Peter
Much Ado About Peter è il quinto romanzo della scrittrice statunitense Jean Webster, pubblicato nel 1909. L'autrice iniziò a lavorare ai racconti che avrebbero composto l'opera già a partire dal 1904. Prima di essere pubblicato in forma di libro, i racconti, incentrati sul mondo dei domestici, furono pubblicati in varie e note riviste americane dell'epoca, quali ad esempio il McClure's Magazine, il Woman's Home Companion e l'Hampton's Broadway Magazine.

## Trama
Peter Malone è un giovane e simpatico cocchiere che lavora da dieci anni presso Willowbrook, la tenuta della ricca famiglia Carter a cui Peter è molto affezionato. L'arrivo della nuova domestica irlandese Annie O'Reilly movimenterà sia la vita dei domestici che quella dei signori. Peter e Annie si innamorano, ma prima di dichiararsi devono superare il proprio orgoglio e chiarire alcuni equivoci.

## Curiosità
- Nel sesto capitolo vengono citati Tom Sawyer e Huckleberry Finn, i due famosi eroi nati dalla penna di Mark Twain, prozio di Jean Webster.